# Hemidactylus ophiolepoides
Espèce
Hemidactylus ophiolepoides est une espèce de geckos de la famille des Gekkonidae.

## Répartition
Cette espèce se rencontre en Somalie et en Éthiopie.

## Publication originale
- Lanza, 1978 : A new Somali Hemidactylus (Reptilia Gekkonidae). Monitore zoologico italiano. Supplemento, vol. 11, n. 5, p. 111-117.